# Thanatus mus
Thanatus mus là một loài nhện trong họ Philodromidae.
Loài này thuộc chi Thanatus. Thanatus mus được Embrik Strand miêu tả năm 1908.